# UEFA-Pokal 1998/99
Der UEFA-Pokal 1998/99 war die 28. Auflage des Wettbewerbs und wurde von der AC Parma gewonnen, nachdem die Italiener den französischen Club Olympique Marseille im Finale im Luschniki-Stadion in Moskau mit 3:0 besiegen konnten. Für den Verein war es der zweite UEFA-Pokalsieg nach 1995.
Deutsche Teilnehmer waren der FC Schalke 04 (Ausscheiden in der ersten Runde), Bayer 04 Leverkusen, der VfB Stuttgart sowie Werder Bremen (alle 2. Runde). Für Österreich gingen SK Rapid Wien (1. Runde) und der Grazer AK (2. Runde) an den Start, die Schweiz wurde durch Servette Genf (1. Runde) sowie Grasshopper Club Zürich und den FC Zürich (beide 3. Runde) vertreten.

## Modus
Zur Teilnahme berechtigt waren alle Vereine, die in zu Ende vergangenen Saison einen der durch die UEFA-Fünfjahreswertung geregelten UEFA-Cup-Plätze belegt hatten, die restlichen Teilnehmer wurden in zwei Qualifikationsrunden ausgespielt. Der Wettbewerb wurde in sechs Runden in Hin- und Rückspielen ausgetragen. Bei Torgleichstand entschied zunächst die Anzahl der auswärts erzielten Tore, danach eine Verlängerung, wurde in dieser nach zweimal 15 Minuten keine Entscheidung erreicht, folgte ein Elfmeterschießen, bis der Sieger ermittelt war. Wie im Vorjahr konnten sich wieder drei Klubs über den UEFA Intertoto Cup für die 1. Runde qualifizieren.

## 1. Qualifikationsrunde
|                         | Gesamt    |                                | Hinspiel | Rückspiel |
| ----------------------- | --------- | ------------------------------ | -------- | --------- |
| Germinal Ekeren         | 4:1       | FK Sarajevo                    | 4:1      | 0:0       |
| US Luxemburg            | 0:7       | IFK Göteborg                   | 0:3      | 0:4       |
| Oțelul Galați           | 4:1       | FK Sloga Jugomagnat Skopje     | 3:0      | 1:1       |
| FC Argeș Pitești        | 7:1       | Dinamo Baku                    | 5:1      | 2:0       |
| Belschyna Babrujsk      | 1:3       | ZSKA Sofia                     | 0:0      | 1:3       |
| Schachtar Donezk        | 6:1       | FC Birkirkara                  | 2:1      | 4:0       |
| FC Kolcheti 1913 Poti   | 00:11     | Roter Stern Belgrad            | 0:4      | 0:7       |
| AŠK Inter Bratislava    | 4:0       | SK Tirana                      | 2:0      | 2:0       |
| JK Tallinna Sadam       | 1:5       | Polonia Warschau               | 0:2      | 1:3       |
| FK Željezničar Sarajevo | 1:2       | FC Kilmarnock                  | 1:1      | 0:1       |
| ÍA Akranes              | (a)3:3(a) | Žalgiris Vilnius               | 3:2      | 0:1       |
| Hapoel Tel Aviv         | 6:2       | Finnairin Palloilijat Helsinki | 3:1      | 3:1       |
| FC Schirak Gjumri       | 0:7       | Malmö FF                       | 0:2      | 0:5       |
| Ferencváros Budapest    | 14:10     | CE Principat                   | 6:0      | 8:1       |
| Tiligul Tiraspol        | 0:6       | RSC Anderlecht                 | 0:1      | 0:5       |
| Newtown AFC             | 0:7       | Wisła Krakau                   | 0:0      | 0:7       |
| Shelbourne FC           | 3:7       | Glasgow Rangers                | 3:5      | 0:2       |
| Omonia Nikosia          | 8:6       | Linfield FC                    | 5:1      | 3:5       |
| HB Tórshavn             | 2:4       | Vaasan PS                      | 2:0      | 0:4       |
| NŠ Mura                 | 8:2       | LU/Daugava Rīga                | 6:1      | 2:1       |

## 2. Qualifikationsrunde
|                      | Gesamt          |                      | Hinspiel | Rückspiel |
| -------------------- | --------------- | -------------------- | -------- | --------- |
| Roter Stern Belgrad  | 4:2             | Rotor Wolgograd      | 2:1      | 2:1       |
| Ferencváros Budapest | 4:6             | AEK Athen            | 4:2      | 0:4       |
| Germinal Ekeren      | 3:5             | Servette Genf        | 1:4      | 2:1       |
| Molde FK             | 0:2             | ZSKA Sofia           | 0:0      | 0:2       |
| IFK Göteborg         | (a)2:2(a)       | Fenerbahçe Istanbul  | 2:1      | 0:1       |
| NŠ Mura              | 0:2             | Silkeborg IF         | 0:0      | 0:2       |
| Glasgow Rangers      | 2:0             | PAOK Thessaloniki    | 2:0      | 0:0       |
| Slavia Prag          | 4:2             | AŠK Inter Bratislava | 4:0      | 0:2       |
| Brann Bergen         | 1:0             | Žalgiris Vilnius     | 1:0      | 0:0       |
| Wisła Krakau         | 7:2             | Trabzonspor          | 5:1      | 2:1       |
| Vejle BK             | 6:0             | Oțelul Galați        | 3:0      | 3:0       |
| Hapoel Tel Aviv      | 1:1 (2:4 i. E.) | Strømsgodset IF      | 1:0      | 0:1 n. V. |
| NK Osijek            | (a)3:3(a)       | RSC Anderlecht       | 3:1      | 0:2       |
| Omonia Nikosia       | (a)3:3(a)       | SK Rapid Wien        | 3:1      | 0:2       |
| Vaasan PS            | 0:3             | Grazer AK            | 0:0      | 0:3       |
| Polonia Warschau     | 0:2             | FK Dynamo Moskau     | 0:1      | 0:1       |
| Hajduk Split         | 3:2             | Malmö FF             | 1:1      | 2:1       |
| SK Sigma Olmütz      | 4:0             | FC Kilmarnock        | 2:0      | 2:0       |
| FC Argeș Pitești     | (a)4:4(a)       | İstanbulspor         | 2:0      | 2:4       |
| FC Zürich            | 6:3             | Schachtar Donezk     | 4:0      | 2:3       |

## 1. Runde
Der FC Valencia, Werder Bremen und der FC Bologna qualifizierten sich über den UEFA Intertoto Cup 1998 für die 1. Runde.
|                     | Gesamt          |                             | Hinspiel | Rückspiel |
| ------------------- | --------------- | --------------------------- | -------- | --------- |
| Sparta Prag         | 2:5             | Real Sociedad San Sebastián | 2:4      | 0:1       |
| Fenerbahçe Istanbul | 2:3             | AC Parma                    | 1:0      | 1:3       |
| Blackburn Rovers    | 2:3             | Olympique Lyon              | 0:1      | 2:2       |
| FK Dynamo Moskau    | 5:4             | Skonto Riga                 | 2:2      | 3:2       |
| Vitória Guimarães   | 2:4             | Celtic Glasgow              | 1:2      | 1:2       |
| VfB Stuttgart       | 4:3             | Feyenoord Rotterdam         | 1:3      | 3:0       |
| FC Argeș Pitești    | 0:8             | Celta Vigo                  | 0:1      | 0:7       |
| Silkeborg IF        | 0:3             | AS Rom                      | 0:2      | 0:1       |
| ŁKS Łódź            | 1:3             | AS Monaco                   | 1:3      | 0:0       |
| Litex Lowetsch      | 1:3             | Grazer AK                   | 1:1      | 0:2       |
| AC Florenz          | 2:1             | Hajduk Split                | 2:1      | 0:0       |
| 1. FC Košice        | 0:8             | FC Liverpool                | 0:3      | 0:5       |
| Sporting Lissabon   | 1:4             | FC Bologna                  | 0:2      | 1:2       |
| NK Maribor          | 0:5             | Wisła Krakau                | 0:2      | 0:3       |
| Vejle BK            | 1:5             | Betis Sevilla               | 1:0      | 0:5       |
| Aston Villa         | 6:2             | Strømsgodset IF             | 3:2      | 3:0       |
| FC Schalke 04       | 1:1 (4:5 i. E.) | Slavia Prag                 | 1:0      | 0:1 n. V. |
| Servette Genf       | (a)2:2(a)       | ZSKA Sofia                  | 2:1      | 0:1       |
| Roter Stern Belgrad | 3:3 (4:3 i. E.) | FC Metz                     | 2:1      | 1:2 n. V. |
| Girondins Bordeaux  | 3:2             | SK Rapid Wien               | 1:1      | 2:1       |
| Atlético Madrid     | 3:0             | FK Obilić                   | 2:0      | 1:0       |
| Leeds United        | 1:1 (4:1 i. E.) | Marítimo Funchal            | 1:0      | 0:1 n. V. |
| Udinese Calcio      | 1:2             | Bayer 04 Leverkusen         | 1:1      | 0:1       |
| Steaua Bukarest     | 3:7             | FC Valencia                 | 3:4      | 0:3       |
| Willem II Tilburg   | 6:0             | Dinamo Tiflis               | 3:0      | 3:0       |
| FC Zürich           | 7:2             | Anorthosis Famagusta        | 4:0      | 3:2       |
| Újpest Budapest     | 2:7             | FC Brügge                   | 0:5      | 2:2       |
| Vitesse Arnheim     | 6:3             | AEK Athen                   | 3:0      | 3:3       |
| Brann Bergen        | 2:4             | Werder Bremen               | 2:0      | 0:4 n. V. |
| SK Sigma Olmütz     | 2:6             | Olympique Marseille         | 2:2      | 0:4       |
| Beitar Jerusalem    | 3:5             | Glasgow Rangers             | 1:1      | 2:4       |
| RSC Anderlecht      | 0:2             | Grasshopper Club Zürich     | 0:0      | 0:2       |

## 2. Runde
|                         | Gesamt    |                             | Hinspiel | Rückspiel |
| ----------------------- | --------- | --------------------------- | -------- | --------- |
| Wisła Krakau            | 2:3       | AC Parma                    | 1:1      | 1:2       |
| FC Liverpool            | (a)2:2(a) | FC Valencia                 | 0:0      | 2:2       |
| FK Dynamo Moskau        | 2:6       | Real Sociedad San Sebastián | 2:3      | 0:3       |
| Roter Stern Belgrad     | 3:5       | Olympique Lyon              | 1:2      | 2:3       |
| Grazer AK               | 3:7       | AS Monaco                   | 3:3      | 0:4       |
| VfB Stuttgart           | 3:4       | FC Brügge                   | 1:1      | 2:3 n. V. |
| Willem II Tilburg       | 1:4       | Betis Sevilla               | 1:1      | 0:3       |
| Grasshopper Club Zürich | 3:2       | AC Florenz                  | 0:2      | (1)3:0 1  |
| Celta Vigo              | 3:2       | Aston Villa                 | 0:1      | 3:1       |
| Celtic Glasgow          | 3:5       | FC Zürich                   | 1:1      | 2:4       |
| Werder Bremen           | 3:4       | Olympique Marseille         | 1:1      | 2:3       |
| FC Bologna              | 4:1       | Slavia Prag                 | 2:1      | 2:0       |
| Vitesse Arnheim         | 1:3       | Girondins Bordeaux          | 0:1      | 1:2       |
| ZSKA Sofia              | 2:5       | Atlético Madrid             | 2:4      | 0:1       |
| AS Rom                  | 1:0       | Leeds United                | 1:0      | 0:0       |
| Bayer 04 Leverkusen     | 2:3       | Glasgow Rangers             | 1:2      | 1:1       |

## 3. Runde
|                             | Gesamt    |                     | Hinspiel | Rückspiel |
| --------------------------- | --------- | ------------------- | -------- | --------- |
| AS Rom                      | 3:2       | FC Zürich           | 1:0      | 2:2       |
| AS Monaco                   | 2:3       | Olympique Marseille | 2:2      | 0:1       |
| Real Sociedad San Sebastián | 3:5       | Atlético Madrid     | 2:1      | 1:4 n. V. |
| Olympique Lyon              | 5:3       | FC Brügge           | 1:0      | 4:3       |
| Glasgow Rangers             | 2:4       | AC Parma            | 1:1      | 1:3       |
| Celta Vigo                  | 4:1       | FC Liverpool        | 3:1      | 1:0       |
| FC Bologna                  | 4:2       | Betis Sevilla       | 4:1      | 0:1       |
| Grasshopper Club Zürich     | (a)3:3(a) | Girondins Bordeaux  | 3:3      | 0:0       |

## Viertelfinale
|                     | Gesamt |                | Hinspiel | Rückspiel |
| ------------------- | ------ | -------------- | -------- | --------- |
| Olympique Marseille | 2:1    | Celta Vigo     | 2:1      | 0:0       |
| FC Bologna          | 3:2    | Olympique Lyon | 3:0      | 0:2       |
| Girondins Bordeaux  | 2:7    | AC Parma       | 2:1      | 0:6       |
| Atlético Madrid     | 4:2    | AS Rom         | 2:1      | 2:1       |

## Halbfinale
|                     | Gesamt    |            | Hinspiel | Rückspiel |
| ------------------- | --------- | ---------- | -------- | --------- |
| Atlético Madrid     | 2:5       | AC Parma   | 1:3      | 1:2       |
| Olympique Marseille | (a)1:1(a) | FC Bologna | 0:0      | 1:1       |

## Finale
| AC Parma                                   | AC Parma | Olympique Marseille | Olympique Marseille | Aufstellung                                    |
| ------------------------------------------ | --- | --- | ------------------- | ---------------------------------------------- |
| AC Parma                                   | \| 12. Mai 1999 in Moskau (Luschniki-Stadion) \| \| Ergebnis: 3:0 (2:0) \| \| Zuschauer: 61.000 \| \| Schiedsrichter: Hugh Dallas ( Schottland) \| | \| 12. Mai 1999 in Moskau (Luschniki-Stadion) \| \| Ergebnis: 3:0 (2:0) \| \| Zuschauer: 61.000 \| \| Schiedsrichter: Hugh Dallas ( Schottland) \|                                                                        | Olympique Marseille | Aufstellung AC Parma gegen Olympique Marseille |
| AC Parma                                   | Gianluigi Buffon – Lilian Thuram, Roberto Sensini , Fabio Cannavaro, Paolo Vanoli – Alain Boghossian, Dino Baggio, Diego Fuser, Juan Sebastián Verón (77. Stefano Fiore) – Enrico Chiesa (72. Abel Balbo), Hernán Crespo (84. Faustino Asprilla) Cheftrainer: Alberto Malesani | Stéphane Porato – Patrick Blondeau, Laurent Blanc , Cyril Domoraud, Edson (46. Titi Camara) – Pierre Issa, Frédéric Brando, Daniel Bravo, Jocelyn Gourvennec – Robert Pirès, Florian Maurice Cheftrainer: Rolland Courbis | Olympique Marseille | Aufstellung AC Parma gegen Olympique Marseille |
| AC Parma                                   | 1:0 Hernán Crespo (26.) 2:0 Paolo Vanoli (36.) 3:0 Enrico Chiesa (55.) | | Olympique Marseille | Aufstellung AC Parma gegen Olympique Marseille |
| AC Parma                                   | Faustino Asprilla | Patrick Blondeau | Olympique Marseille | Aufstellung AC Parma gegen Olympique Marseille |
| 12. Mai 1999 in Moskau (Luschniki-Stadion) | | |                     |                                                |
| Ergebnis: 3:0 (2:0)                        | | |                     |                                                |
| Zuschauer: 61.000                          | | |                     |                                                |
| Schiedsrichter: Hugh Dallas ( Schottland)  | | |                     |                                                |

## Beste Torschützen
ohne Qualifikationsrunden
| Rang | Spieler          | Klub                        | Tore |
| ---- | ---------------- | --------------------------- | ---- |
| 1    | Enrico Chiesa    | AC Parma                    | 8    |
|      | Darko Kovačević  | Real Sociedad San Sebastián | 8    |
| 3    | Alain Caveglia   | Olympique Lyon              | 7    |
| 4    | Hernán Crespo    | AC Parma                    | 6    |
|      | Shaun Bartlett   | FC Zürich                   | 6    |
| 6    | Giuseppe Signori | FC Bologna                  | 5    |
|      | Sylvain Wiltord  | Girondins Bordeaux          | 5    |

## Eingesetzte Spieler der AC Parma
| AC Parma | |
| AC Parma | - Tor: Gianluigi Buffon (11/-) - Abwehr: Lilian Thuram (11/-); Roberto Sensini (10/1); Fabio Cannavaro (8/-); Paolo Vanoli (7/1); Antonio Benarrivo (7/-); Roberto Mussi (6/-); Luigi Sartor (4/-) - Mittelfeld: Stefano Fiore (10/2); Juan Sebastián Verón (10/-); Diego Fuser (9/-); Alain Boghossian (8/1); Dino Baggio (8/-); Mario Stanić (6/-); Raffaele Longo (3/-); Pierluigi Orlandini (1/-) - Sturm: Abel Balbo (11/4); Enrico Chiesa (8/8); Hernán Crespo (8/6); Faustino Asprilla (5/-) - Trainer: Alberto Malesani |